# Estatuto do Torcedor
A Lei 10.671/03, conhecida como o Estatuto do Torcedor, foi uma lei brasileira sancionada em 15 de maio de 2003 que cria regramentos em relação ao público de estádios e ginásios esportivos. A lei tinha por objetivo proteger os interesses do consumidor de esportes no papel de torcedor, obrigando as instituições responsáveis a estruturarem o esporte no país de maneira organizada, transparente, segura, limpa e justa.
É um resultado de um histórico conturbado no futebol brasileiro.[carece de fontes?] De autoria do Poder Executivo[carece de fontes?] e sancionada no Governo Lula, em 15 de maio de 2003.
A lei também criou a figura do Ouvidor da Competição, para receber sugestões e reclamações dos torcedores, penaliza os dirigentes e as entidades de administração do esporte que não cumprirem tais normas, entre outros.
Em 2023, foi revogada pela Lei Geral do Esporte.